# Jean-Baptiste Colbert
Pour les articles homonymes, voir Colbert.
Pour les autres membres de la famille, voir Famille de Colbert.
Jean-Baptiste Colbert, baron de Seignelay et de Sceaux, dit le Grand Colbert, né le 29 août 1619 à Reims et mort le 6 septembre 1683 à Paris, est un homme d'État français.
À partir de 1665, il est l'un des principaux ministres de Louis XIV, en tant que contrôleur général des finances (1665-1683), secrétaire d'État de la Maison du roi et secrétaire d'État de la Marine (1669-1683).
Entré au service du roi à la mort de son protecteur Mazarin, il incite Louis XIV à disgracier son rival Nicolas Fouquet. Inspirateur et promoteur d'une politique économique interventionniste et mercantiliste, ultérieurement appelée « colbertisme », il favorise le développement du commerce et de l'industrie en France par la création de fabriques, l'institution de monopoles royaux et de l'aide dans le milieu de l'imprimerie. Il édicte de nombreux règlements dans les secteurs économiques et commerciaux, amorçant une harmonisation à l'échelle du royaume ; en tant que ministre de la Marine, il commande la première enquête relative à l'administration et à l'économie des colonies, où les planteurs pratiquent l'esclavage officiellement interdit dans le royaume. Un premier édit, mis au point par son fils et successeur Jean-Baptiste, sera promulgué par Louis XIV en 1685 pour le réglementer. Il est repris dans le Code noir (publié sous Louis XV), couramment considéré comme une création posthume de Colbert malgré de sévères nuances d'historiens sur cette affirmation.
Colbert s'est inspiré des écrits de Barthélemy de Laffemas, économiste et conseiller d'Henri IV : Laffemas avait notamment développé le commerce colonial et l'industrie textile, les deux secteurs auxquels Colbert s'est particulièrement consacré, avec la gestion des finances publiques.

## Biographie

### Origines familiales et formation
Le premier Colbert connu,, Jehan Colbert (vers 1450-1512), entrepreneur en maçonnerie à Reims, épouse vers 1492 la fille d'un collègue, Marie Thuillier, premier signe de cette endogamie qui caractérise les Colbert, leurs alliés et leurs milieux. De leur union naissent une fille et deux fils : Gérard Colbert (1493-1574), sieur de Magneux et de Crèvecoeur, entrepreneur en maçonnerie, architecte, marchand et notable de Reims, marié vers 1519 avec Jeanne Thierry, ancêtre de Jean-Baptiste Colbert, et Jean (1501-1575), apothicaire, juge-consul de Reims, auteur d'une branche cadette,.
Au XVIIe siècle, c'est une famille de riches marchands et banquiers à Reims dont plusieurs branches sont anoblies.
Jean-Baptiste Colbert est le fils de Nicolas Colbert (1590-1661), seigneur de Vandières, marchand et banquier à Reims puis à Paris (établi en 1629), receveur-général et payeur des anciennes rentes de la Ville de Paris assignées sur les Aides puis conseiller d’État, et de Mariane Pussort (fille d’Henri Pussort, conseiller d’État et membre du Conseil royal des Finances).
La jeunesse de Colbert est mal connue : après des études dans un collège jésuite, il est envoyé en 1634 à Lyon pour faire son apprentissage chez les Mascrany, banquiers associés aux Lumagne ; un peu plus tard, il va chez un notaire parisien, le père de Jean Chapelain.
Le 14 décembre 1648, il épouse à l'église Saint-Eustache de Paris Marie Charon, fille du conseiller du roi et "intendant des turcies et levées" de la Loire.

### Carrière politique

#### Débuts dans l'administration (1640-1651)
Jean-Baptiste Colbert entre au service de son cousin Jean-Baptiste Colbert de Saint-Pouange, premier commis du département de la guerre sous Louis XIII.
En 1640, alors qu'il est âgé de 21 ans, son père lui achète la charge de commissaire ordinaire des guerres, commis du secrétaire d'État à la Guerre, François Sublet de Noyers, fonction qui oblige Colbert à inspecter les troupes et lui donne une certaine notoriété auprès des officiers, tous issus de la noblesse.
En 1645, Saint-Pouange le recommande à Michel Le Tellier, père du marquis de Louvois, son beau-frère, alors secrétaire d'État à la Guerre. Celui-ci l'engage comme secrétaire privé, puis le fait nommer conseiller du roi en 1649.

#### Au service de Mazarin (1651-1661)
En 1651, Le Tellier le présente au cardinal Mazarin qui lui confie la gestion de sa fortune, l'une des plus importantes du royaume. Il gérera ainsi la fortune de Mazarin pendant dix ans (1651-1661). Mais il va aussi se familiariser avec le système des finances royales et découvrir les questions navales.
Réputé cassant et peu disert, il n’est guère aimé de la Cour. Madame de Sévigné le surnomme « Le Nord ».
Chargé de veiller à la gestion des Finances de l'État, Colbert rédige en octobre 1659 un mémoire sur de prétendues malversations de Nicolas Fouquet, surintendant des finances, pointant que « moins de 50 % des impôts collectés arrivent jusqu’au roi ».
Peu avant sa mort (9 mars 1661), Mazarin recommande à Louis XIV de prendre Colbert à son service, par la phrase célèbre : « Sire, je dois tout à votre Majesté, mais je m'acquitte de ma dette en lui présentant Colbert ».
Pour le jeune roi, Colbert n’est d'ailleurs pas un inconnu. Louis XIV et Colbert partagent le même acharnement au travail, le même souci de l’information, le même goût de la grandeur du royaume. Le roi apprécie le grand commis zélé et fidèle qu’il côtoie depuis son enfance ballottée par la Fronde. Colbert vénère ce jeune souverain, son cadet de dix-neuf ans, dont il se veut l’éducateur respectueux et compétent en matière de marine. Mais, y compris au moment où il cumulera les plus hautes charges du royaume, Colbert n’oubliera jamais qu’il n’est qu’un informateur privilégié et écouté du roi qui conserve seul le pouvoir de décision.

#### Disgrâce de Fouquet et ascension de Colbert (1661-1665)

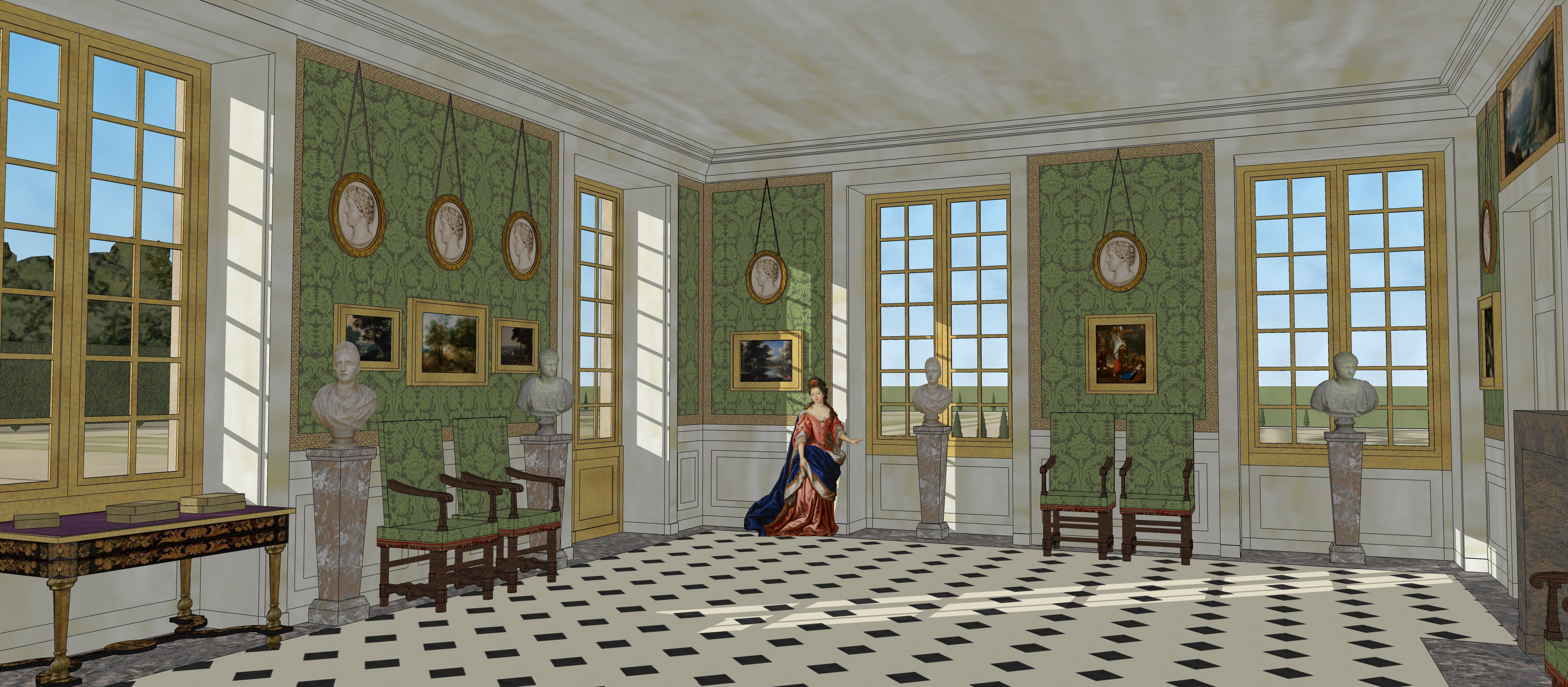
Restitution du Cabinet de travail de Colbert au château de Sceaux, 1683.

Colbert devient intendant des finances le 8 mars 1661, après la chute de Nicolas Fouquet, surintendant des finances et ennemi juré de Colbert. Colbert est, avec le jeune roi Louis XIV, un acteur principal dans cette chute. Pour commencer, il mène une campagne efficace de dénigrement visant Fouquet, auprès du roi et du Cardinal Mazarin. Ensuite, il participe à la planification de l'arrestation de Fouquet et il gère, parfois personnellement, les perquisitions:97-112. En plus, il veille soigneusement à la composition du tribunal exceptionnel constitué pour le procès:156.
Les plans du roi et de Colbert fonctionnent parfaitement. Le 5 septembre 1661, Fouquet est arrêté à Nantes par le sous-lieutenant des Mousquetaires, d'Artagnan. Ensuite, le procès, très suivi par les Français, durera trois ans. À la fin, les 22 juges rendent un verdict de 'coupable' et condamnent Fouquet à une peine de bannissement hors du royaume et de confiscation de tous ses biens. Cette peine ne plait pas au roi, qui la commue en prison à vie et envoie Fouquet à la forteresse de Pignerol. Entre-temps, le roi supprime la charge de Fouquet, décidant de l'exercer lui-même avec l'aide d'un conseil réuni pour la première fois le 15 septembre 1661 : le Conseil royal des finances, dont Colbert est un des trois membres.
À partir de 1663, Colbert joue un rôle important dans la mise au pas des provinces, notamment pour juguler la puissance des nobles et mettre fin à une certaine impunité nobiliaire. Ainsi, le tribunal des Grands jours d'Auvergne siégera de septembre 1665 à janvier 1666. Ce tribunal, qui a pour but de « purger la montagne d'une infinité de désordres », statuera sur 1 360 affaires concernant des officiers corrompus et des nobles auteurs d'exactions. La condamnation de 87 nobles, 26 officiers et quatre ecclésiastiques est annoncée sur la place publique et durant les prônes vantant les mérites du roi protecteur et justicier.

#### Influences de Colbert sur la politique de l'État (1665-1683)
Le 12 décembre 1665, Colbert reste seul contrôleur général des finances et sera désormais désigné le plus souvent par ce titre ; il devient le chef effectif de l'administration des Finances.
Dans son Mémoire sur les travaux de Versailles, adressé à Louis XIV en 1665, il exprime son hostilité à tout projet de quelque ampleur.

Mémoire sur les travaux de Versailles, Archives nationales.
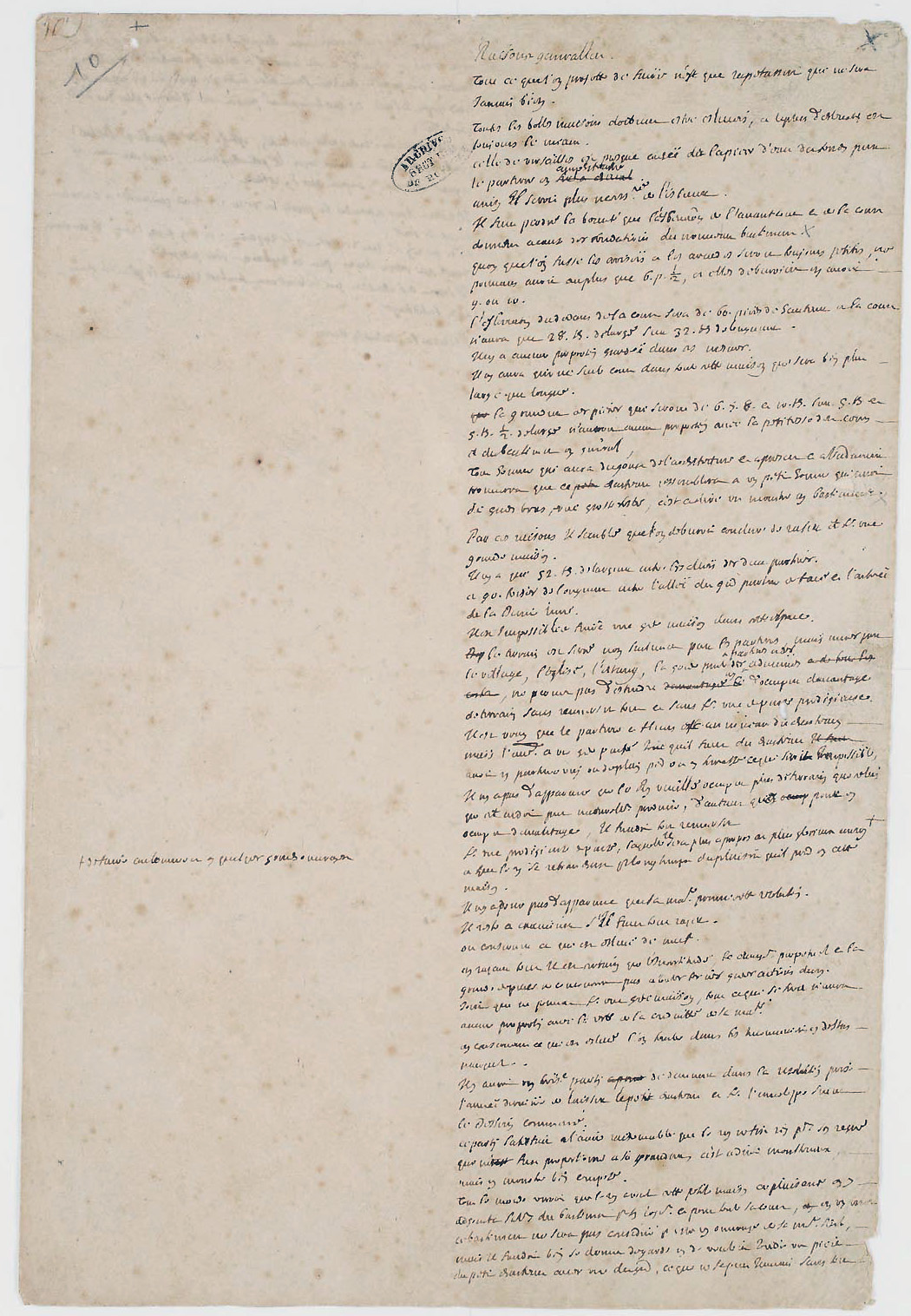
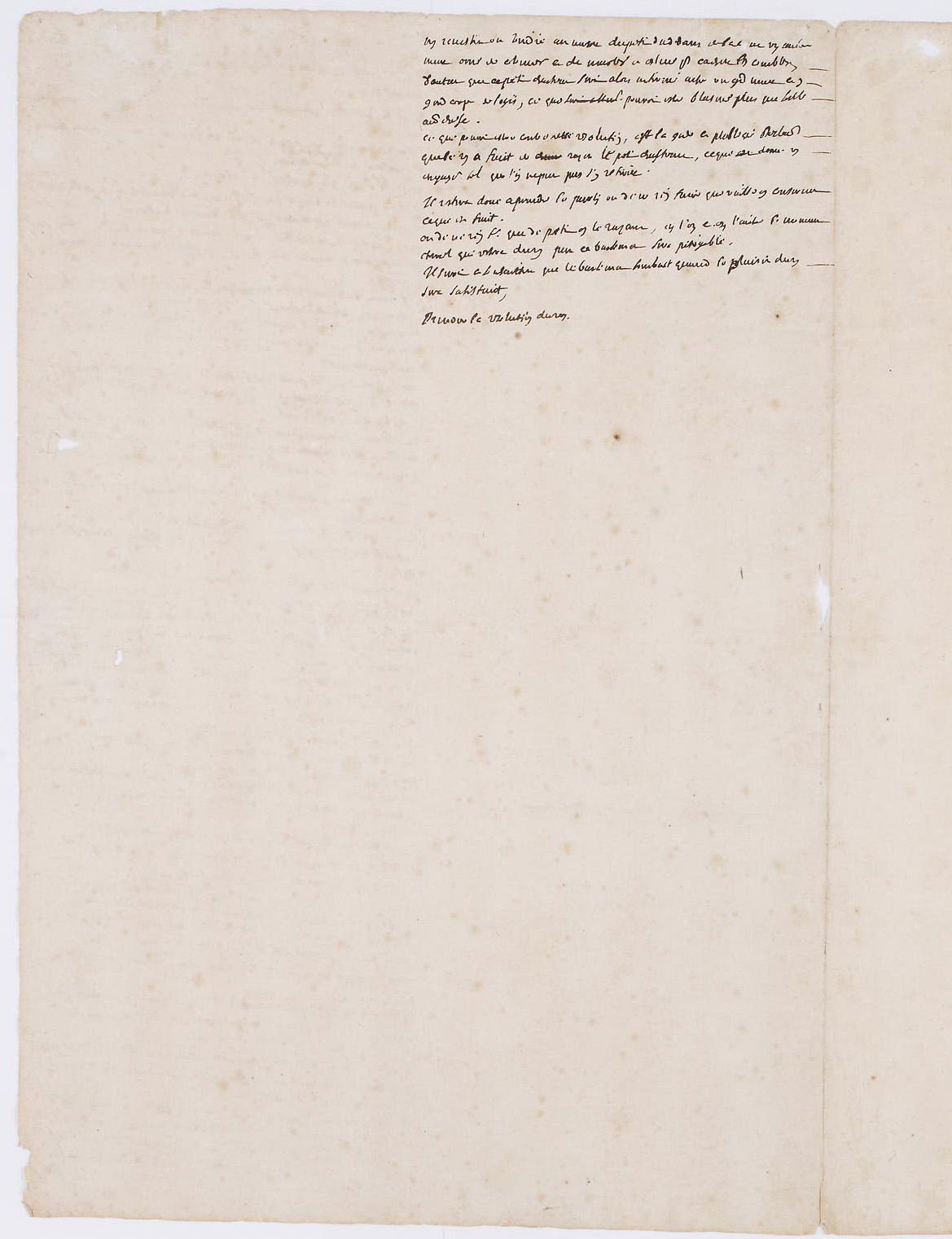

Le 16 février 1669, Colbert renforce son pouvoir en devenant secrétaire d'État de la Maison du Roi et secrétaire d'État de la Marine. Ces diverses charges lui permettent d'exercer une grande influence dans plusieurs secteurs d'intervention de l'État : finances, industrie, commerce, marine, police, justice, administration, travaux publics, postes, agriculture, aménagement du territoire, culture. Colbert contrôle donc près des deux tiers de l'activité et des finances du royaume.
Seules lui échappent les affaires étrangères et la guerre, confiées à Hugues de Lionne et à Michel Le Tellier, puis à son fils François Michel Le Tellier de Louvois (« Louvois »).
Tout en gérant les affaires de l'État et en enrichissant la France, Colbert amasse une fortune personnelle importante (environ 4,5 millions de livres), mais moins élevée que celle de Mazarin.

#### Décès et inhumation

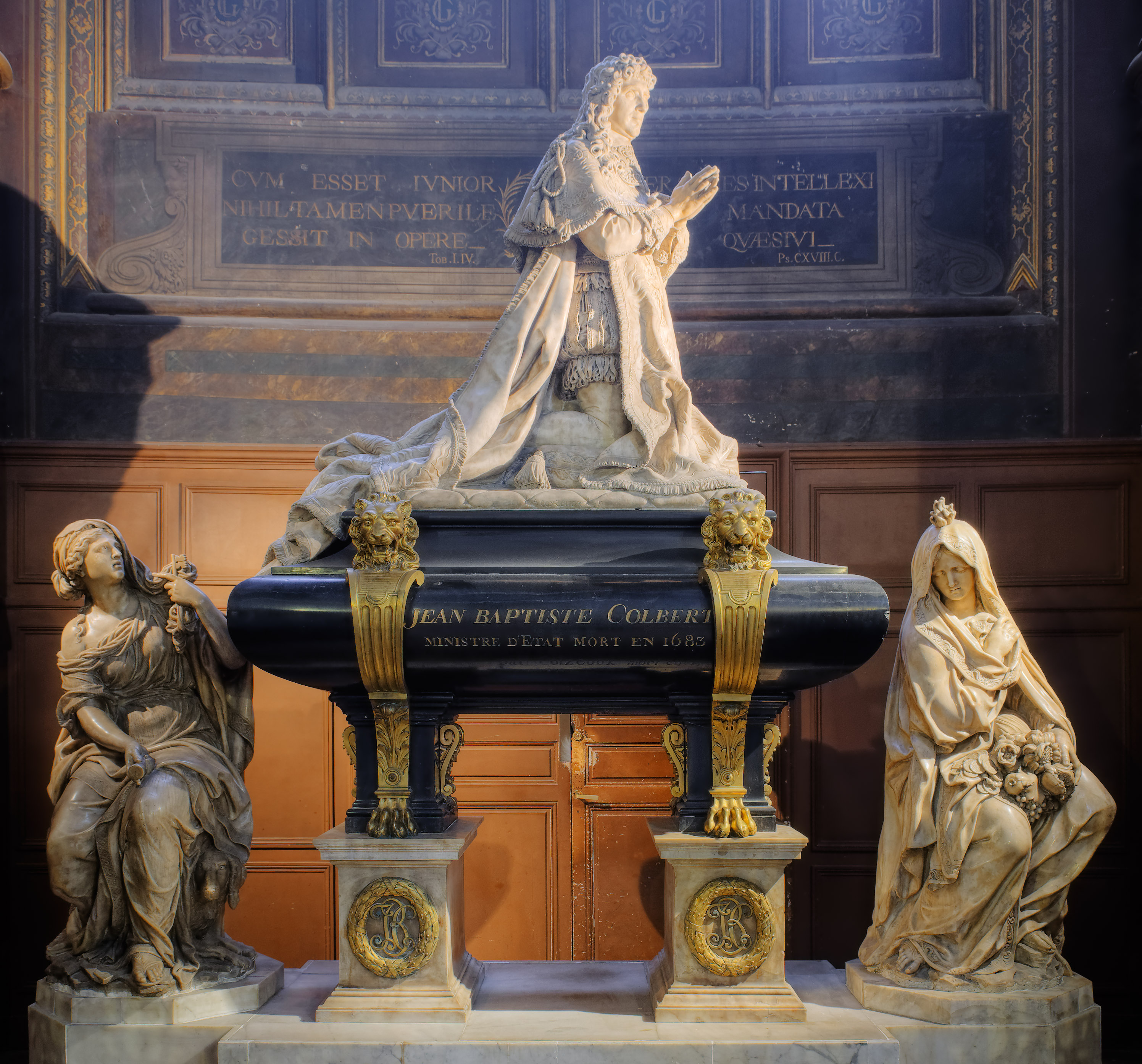
Jean-Baptiste Tuby et Antoine Coysevox, Monument funéraire de Colbert (1687), église Saint-Eustache de Paris.

Il refuse de recevoir Louis XIV sur son lit de mort, officiellement parce que son état ne le lui permettrait pas, il disait, selon ses proches : « J'ai tout donné de moi au roi ; qu'il me laisse au moins ma mort » et : « si j'avais fait pour Dieu tout ce que j'ai fait pour cet homme, je serais sauvé dix fois ! ».
Après plus d'une semaine de souffrances atroces, Colbert meurt dans la journée du 6 septembre 1683 d'une crise de coliques néphrétiques. Le lendemain, l’enterrement a lieu la nuit à Paris dans l'église Saint-Eustache, sa paroisse. L’assistance est nombreuse, mais les obsèques se déroulent sous protection des archers. Certains de ses contemporains diront que ces obsèques hâtives ont eu lieu pendant la nuit afin de déjouer la menace des populations parisiennes hostiles.
Son tombeau, un chef-d'œuvre, est dessiné à la demande de sa veuve par Charles Le Brun et exécuté par les sculpteurs Jean-Baptiste Tuby et Antoine Coysevox. Il ne contient plus que ses jambes, tandis que le reste de sa dépouille a été transféré dans les catacombes de Paris en 1787.

### Récapitulatif de ses fonctions
- De 1661 à 1665 : intendant des Finances.
- De 1661 à 1683 : surintendant des Postes.
- De 1664 à 1683 : surintendant des Bâtiments, arts et manufactures.
- De 1665 à 1683 : contrôleur général des Finances.
- De 1665 à 1683 : direction des haras royaux.
- De 1669 à 1683 : secrétaire d'État de la Maison du Roi.
- De 1669 à 1683 : secrétaire d'État de la Marine.
- De 1670 à 1683 : grand maître des Mines et Minières de France.
- De 1671 à 1683 : surintendant des Eaux et Forêts.

## Armoiries et devise
| Blason | Blasonnement : D'or à une couleuvre ondoyante, en pal d'azur. Commentaires : Blason de la famille Colbert. Armes parlantes en latin (couleuvre =coluber). |

Devise
« Pro rege, saepe, pro patria semper » (« Pour le roi souvent, pour la patrie toujours »).

## Mariage et descendance

Antoine Coysevox, Buste de Colbert, Paris, musée du Louvre.

Le 13 décembre 1648, Jean-Baptiste Colbert épouse Marie Charron, fille d’un membre du conseil royal, sœur de Jean-Jacques Charron de Menars et cousine par alliance avec Alexandre Bontemps. Sa dot fut de 100 000 livres. Ensemble, ils eurent neuf enfants :
- Jeanne-Marie (1650-1732) mariée à Charles-Honoré d'Albert de Luynes ;
- Jean-Baptiste (1651-1690), marquis de Seignelay ;
- Jacques-Nicolas (1654-1707), archevêque de Rouen ;
- Antoine-Martin (1659-1689), chevalier grand croix de l'ordre de Saint-Jean de Jérusalem, commandeur des commanderies de Bontcourt et Chantereine, colonel du régiment de Champagne, brigadier des armées du Roi, blessé lors de l'attaque de Valcourt. Il repose dans l'église de Philippeville ;
- Henriette-Louise (1657-1733) mariée à Paul de Beauvilliers, marquis de Saint-Aignan ;
- Jean-Jules-Armand (1664-1704), marquis de Blainville ;
- Marie-Anne (1665-1750), mariée à Louis Ier, duc de Mortemart (fils de Louis Victor de Rochechouart de Mortemart et donc neveu de Madame de Montespan), avec postérité importante, dont notamment Talleyrand ;
- Louis (1667-1745), comte de Linières, garde de la Bibliothèque du roi et militaire ;
- Charles-Édouard (1670-1690), comte de Sceaux, à la suite du rachat de la baronnie de Sceaux.

Après avoir débuté au sein du clan Le Tellier, Colbert devient lui aussi adepte du népotisme et décide de créer son propre clan en plaçant tous ses proches à des postes clés tel ses frères Charles et Nicolas ou son cousin germain, Charles Colbert de Terron. De fait, il devient un rival du clan Le Tellier et particulièrement du secrétaire d'État à la Guerre, Louvois.
En 1657, il achète la baronnie de Seignelay dans l'Yonne, puis en 1670, la baronnie de Sceaux, pour lui fort commode, à seulement environ trois lieues au sud de Paris et quatre à l'est de Versailles. Il fait du domaine de Sceaux l'un des plus beaux de France grâce à André Le Nôtre qui dessine les jardins et à Charles Le Brun qui est chargé de toute la décoration tant des bâtiments (dont le château, agrandi par son nouveau propriétaire, mais qui sera détruit en 1803 et remplacé par l'actuel, de bien moindre ampleur, en 1861), que du parc. En 1682, il achète le petit château de Sceaux et l'intègre au domaine. La même année, le 16 janvier, Louis XIV lui vend la seigneurie du Plessis-Piquet pour la somme de 68 000 livres, localité où Colbert avait déjà une maison avec dépendances et parc, qui après avoir été un refuge israélite puis une école horticole, est aujourd'hui un presbytère.

## Colbert et l'économie du royaume: le colbertisme

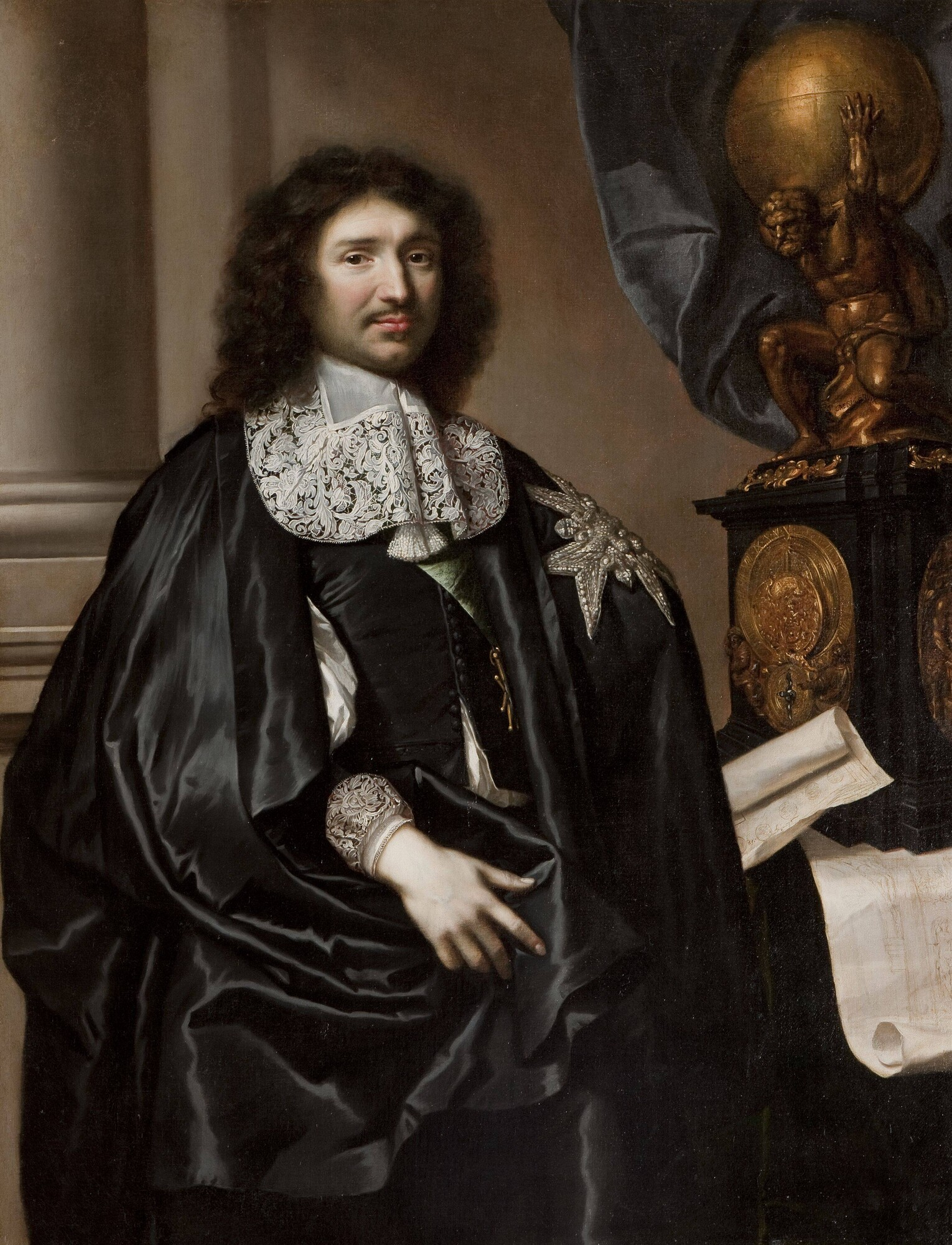
Claude Lefèbvre, Portrait de Colbert en tenue de l'ordre du Saint-Esprit (1666), château de Versailles.

Sous le contrôle de Louis XIV, Colbert n'aura de cesse de donner une indépendance économique et financière à la France. Colbert a systématisé et appliqué en France une doctrine qui porte aujourd’hui le nom de ‘colbertisme’. Le colbertisme s’appuie sur un principe fondamental : l'influence et la grandeur d'un État sont proportionnelles à ses ressources en métaux précieux.
L'objectif de l’État doit donc être d'obtenir ces ressources en menant une politique protectionniste dans le but de contrôler les activités économiques du pays et notamment le commerce qui dépasse les frontières de l’État. Le maître mot du colbertisme est donc le développement de l'industrie et du commerce extérieur. Ainsi, la doctrine de colbertisme peut être assimilée à la doctrine du mercantilisme.
Pour enrichir la France, Colbert veut importer des matières premières bon marché pour les transformer en produits de qualité qui pourront se vendre plus cher, c'est-à-dire industrialiser la France et ré-exporter des produits à forte valeur ajoutée, avec une balance des paiements excédentaire.
Dans ce but il convient de :
- créer une puissante marine qui importera les matières premières et exportera les produits finis ;
- réglementer la production de corporations ;
- créer une manufacture avec monopole qui fabriquera les produits de qualité à partir des matières premières.

En 1661, il entreprend une importante réforme comptable, privilégiant une comptabilité administrative au détriment de la comptabilité judiciaire.
À partir de 1661, Colbert dirige officieusement la Marine. En 1663, il est nommé intendant de la Marine. Louis XIV dissout la Compagnie des Cent-Associés et fait de la Nouvelle-France une province royale sous juridiction de la Marine de Colbert.
En 1663, il fonde l'Académie des inscriptions et belles-lettres.
En 1664, Colbert est nommé surintendant des Bâtiments et manufactures :
- il fonde la Compagnie des Indes Occidentales (française), dissoute en 1674 :
  - il décide de copier les productions des États voisins, notamment de l'Angleterre et des Pays-Bas, pour rendre la France indépendante de leurs fournitures ;
  - il débauche des ouvriers étrangers, notamment des vitriers flamands et des verriers vénitiens, pour former les ouvriers des manufactures françaises ;
  - il utilise fréquemment l'octroi de monopoles, rétablit les anciennes manufactures, et en crée de nouvelles. Il favorise ainsi la production de glaces (Manufacture royale de glaces de miroirs, composante de la future compagnie de Saint-Gobain) et de tapisseries (Les Gobelins).

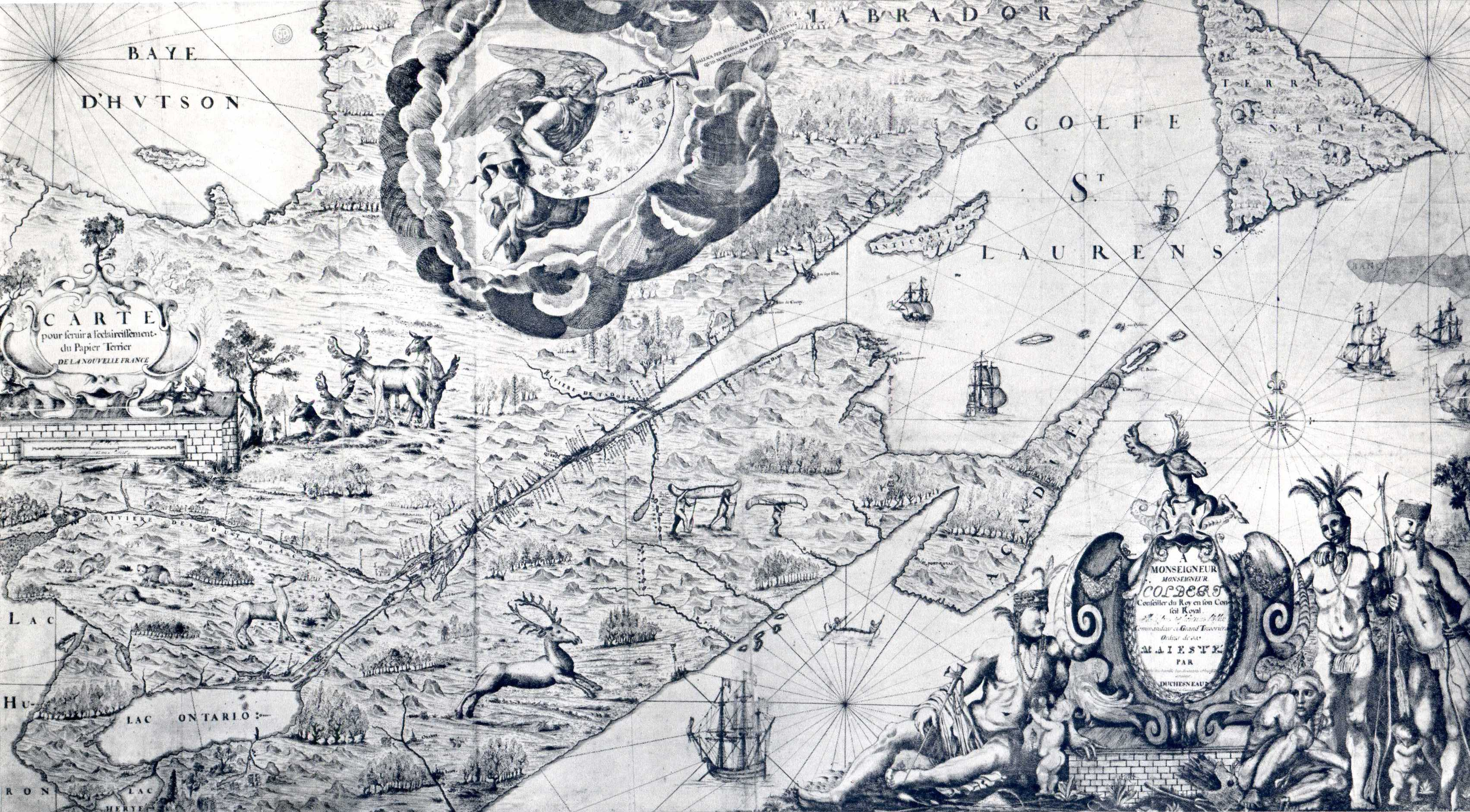
Carte de la Nouvelle-France dédiée à Colbert (XVIIe siècle), Paris, BnF.

En 1664, il met en place le premier tarif des douanes modernes, le tarif Colbert. En effet, Colbert est considéré comme le père de la douane moderne. La perception des droits de douane est désormais utilisée à la carte comme barrière tarifaire sur les importations plus compétitives que la production locale. Cette mesure protectionniste fut revue sévèrement à la hausse en 1667 par Louis XIV envers les Anglais et les Hollandais en particulier, créant une guerre économique qui fut suivie d'un conflit militaire.
Il protège les sciences, les lettres et les arts et est élu à l'Académie française en 1667. Il favorise également la recherche en créant l'Académie des sciences (suggérée par Charles Perrault, en 1666), l'Observatoire de Paris (1667) où les grands Huygens et Cassini sont appelés, ainsi que l'Académie royale d'architecture (1671). En 1676, il promeut « l'établissement d'une école académique dans toutes les villes du royaume ».
Le 16 février 1669, nommé secrétaire d'État de la Maison du Roi, il agrège la Marine à ce département, le 7 mars suivant, et passe commande de 276 navires de guerre triplant ainsi les capacités de commerce maritime de la France.
La Grande ordonnance de la marine, inspirée des coutumes et statuts des Provinces-Unies (Amsterdam et Anvers), a été établie sous l'égide de Jean-Baptiste Colbert, Secrétaire d'État de la Marine puis René-Josué Valin, connu pour les commentaires sur l'ordonnance de la marine. Elle est considérée comme la plus importante parmi les œuvres de Valin. Puis son ouvrage principal, Le Nouveau Valin (1809), fait référence à son commentaire sur l'Ordonnance de la Marine de 1681 par Pierre Sanfourche-Laporte revu et approuvé par Pierre Boucher,;
Expérimentée en Normandie à compter de l'année 1655, la « réformation de la noblesse » est étendue à l'ensemble du royaume après 1664. Sous le pilotage de Colbert, cette mesure vise à dresser un catalogue de l'ordre nobiliaire pour assujettir à l'impôt direct des milliers de foyers jusque là exemptés fiscalement. L'historien Jean Jacquart souligne que Colbert et ses hommes tentent ingénieusement de rogner ce privilège fiscal, signe de notabilité dans le système d'Ancien Régime, en « renvoy[ant] dans la masse des taillables bon nombre d'anoblis, et pas mal de cadets de véritable gentilhommerie incapables de produire leurs titres et qui « ne vivaient pas noblement », [ainsi que] certains corps et communautés ».
Colbert lance entre 1661 et 1680, une grande réformation des forêts royales pour la mise en ordre des droits du Roi et la fourniture de bois pour la marine. Il fait aménager les forêts avec l'obligation de conserver une partie de chaque forêt en haute futaie (le quart en réserve) et fait limiter le pâturage en forêt. Cette grande réformation est aussi un choix stratégique de long terme, pour renforcer le patrimoine forestier français, à une époque où le bois est non seulement le premier matériau de construction, mais également la première source d'énergie.
En effet, avec les défrichements, la surexploitation, les abus et le relâchement de l’administration des forêts, ainsi que les conséquences des guerres de religion, les forêts étaient à cette époque très diminuées. Cette dégradation obère les capacités sylvicoles à fournir des bois longs pour la marine et notamment des mâts.
La France doit même importer du bois de chêne de Scandinavie pour sa marine. La grande réformation est un succès et permet de ressusciter la marine royale : dès 1670, on n’utilise plus que des bois français. La grande réformation des forêts inspirera par-delà la Révolution le code forestier moderne de 1827.
En 1673, il ordonne la création de la Caisse des emprunts pour permettre de financer les dépenses extraordinaires de l’État. Cette même année, il instaure le système des Classes, rendu obligatoire pour les populations du littoral, une année sur quatre en Normandie, pour le service des vaisseaux du roi, qui est en temps de guerre un grand consommateur d'hommes.
L’édit du 21 mars 1673, dit « de Colbert », institue la législation sur les hypothèques, applicable dans l’ensemble du royaume. Destiné à protéger les créanciers par la publicité effective des hypothèques, l’édit souleva une vive opposition tant de la noblesse, qui préférait le secret à la sécurité afin de ne pas révéler au grand jour son endettement hypothécaire, que du notariat, qui craignait une mise en cause de ses prérogatives. L’édit fut révoqué l’année suivante, en avril 1674.
Mais, pour la première fois dans l'histoire de la publicité foncière, Colbert met au premier plan la nécessité d'avoir une sécurité juridique des transactions immobilières et du crédit :

« Il faut rétablir la bonne foi qui est perdue, & assurer la fortune de ceux qui prêtent leur argent. Il faut aussi rétablir le crédit des particuliers qui est perdu sans ressources […] Il faut faire voire clair à ceux qui vous secoureraient s'ils y trouvaient leur sureté. Il faut aussi ôter le moyen à ceux qui veulent tromper les autres, de pouvoir le faire […]. »

Pour favoriser le commerce, Colbert développe encore les infrastructures : il fait améliorer les grandes routes royales et en ouvre plusieurs ; il fait relier la Méditerranée à l'océan Atlantique par le canal des Deux-Mers.
Colbert fait paver et éclairer Paris, dont la plupart des rues étaient boueuses. Il embellit la ville de quais, de places publiques, de portes triomphales (portes Saint-Denis et Saint-Martin). On lui doit aussi la colonnade du Louvre et le jardin des Tuileries.

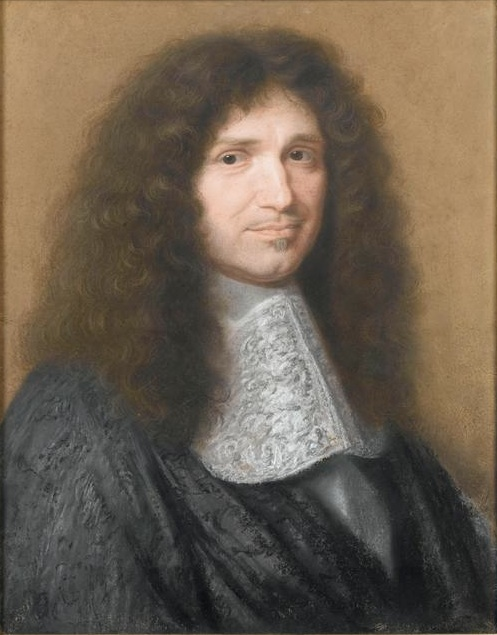
Robert Nanteuil, Jean-Baptiste Colbert (1676), Chantilly, musée Condé.

Avec son fils, Jean-Baptiste Colbert, marquis de Seignelay, il fait venir des villes hanséatiques des artisans, constructeurs, cordiers, pour installer des chantiers ou arsenaux de construction navale dans les principaux ports du royaume.
Pour assurer le recrutement des équipages, il n'a pas recours, comme l'Angleterre, à la presse, ou enrôlement forcé des matelots de la marine marchande, mais à un nouveau procédé, appelé l'inscription maritime. En revanche, il demande aux juges de privilégier la condamnation aux galères, y compris pour le délit de vagabondage, ce qui permettra de mouvoir une partie des galères royales militaires et de commerce.
Il institue des compagnies commerciales : Compagnie des Indes Orientales (océan Indien), Compagnie des Indes Occidentales (Amériques), et Compagnie du Levant (Méditerranée et Empire ottoman).
Colbert est aussi à l'origine de la création de comptoirs : Pondichéry (1670) et de ce qui fut le début du peuplement en Nouvelle-France (Amérique du Nord) ou encore l'île Bourbon (devenue île de La Réunion), pièce-clé de contrôle de l'océan Indien.
Colbert pensait aussi s'emparer des comptoirs hollandais du golfe de Guinée, particulièrement sur la Côte de l'Or (Ghana aujourd'hui), mais il n'eut pas le temps de mettre ce projet à exécution,.
Il s'oppose au secrétaire d'État de la Guerre, Louvois, jugé trop prodigue des fonds publics. Celui-ci intrigue contre lui auprès de Louis XIV à tel point que Colbert se trouve dans une position difficile quand il meurt le 6 septembre 1683, rue des Petits-Champs, laissant Claude Le Peletier lui succéder au poste de contrôleur général des finances.

## Colbert et le développement colonial

### Fondation de deux compagnies des Indes
En 1664, Colbert partage le domaine colonial en deux compagnies publiques, à hauteur du Cap de Bonne espérance, créant à l'Ouest "Compagnie française des Indes occidentales", avec une souscription de 4,5 millions de livres, en partie par prélèvement sur les fermiers généraux au renouvellement de leur bail en 1665. À l'Est, c'est la Compagnie française des Indes orientales, pour laquelle Colbert crée la même année de toutes pièces le port de Lorient. La première est censée peupler le Canada, en utilisant les profits de l'économie sucrière aux Antilles, mais le précédent hollandais montre que le commerce des épices en Asie est moins dangereux et plus rentable : la Compagnie néerlandaise des Indes orientales a fait faillite dans les années 1640.
Le 28 mai 1664, un édit royal crée l'équivalent français, au capital de seulement six millions de livres, mais dotée du monopole du commerce avec l'Amérique et l'Afrique. Son sceau représente ses armes, « un écusson au champ d'azur, semé de fleurs de lys d'or sans nombre, deux sauvages pour supports et une couronne tréflée ». La chambre de la direction générale siège à Paris. Elle absorbe le capital de la Compagnie de la Nouvelle-France et celui de la Compagnie du Cap-Vert et du Sénégal, elles-mêmes dissoutes.

### L'édit de 1685 ouCode noir

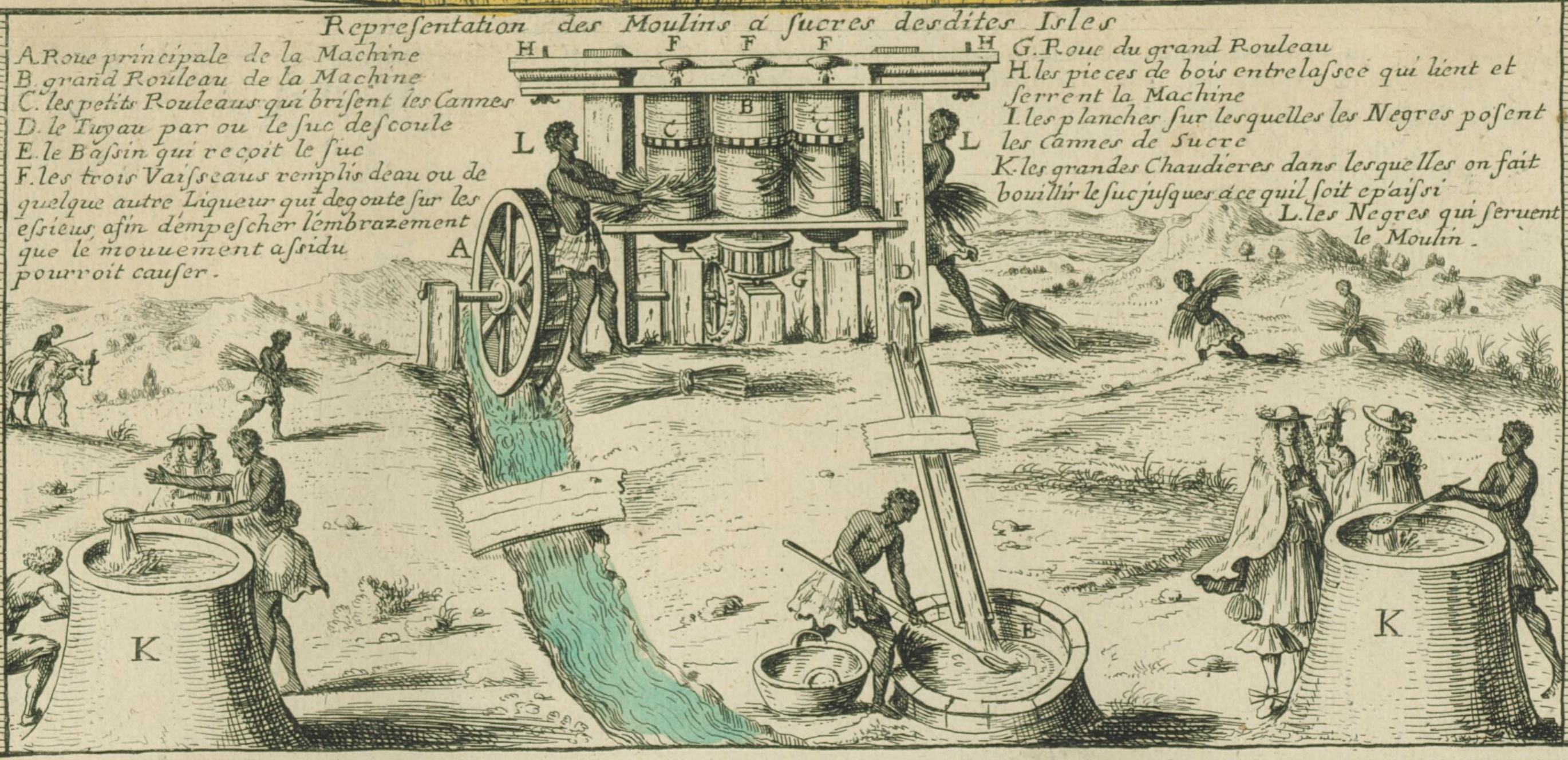
Croquis d’un moulin à sucre représentant des esclaves au travail avec des administrateurs de la Compagnie française des Indes occidentales en 1667 aux Antilles.

Colbert a joué un rôle dans l'organisation et la réglementation de l'esclavage dans les colonies antillaises : il participe à l'élaboration d'un texte qui apparaîtra ensuite comme le premier du Code noir (recueil des édits et ordonnances sur la question de l'esclavage). Et bien que ce soit son fils Jean-Baptiste qui en achève la rédaction, base de l'« Edit du Roi Touchant la Discipline des Esclaves Nègres des Isles de l'Amérique Française, donné à Versailles au mois de mars 1685 », promulgué par Louis XIV un an et demi après la mort de Colbert,.
L'édit de 1685 a pour but de combler un vide juridique, puisque l'esclavage est interdit en France depuis plusieurs siècles, mais qu'il est devenu un fait dans les îles françaises des Antilles depuis 1625 au moins. Son préambule fait apparaître la notion d'« esclave » comme un fait, sans en donner ni l'origine, ni la légitimation. Ses articles couvrent les sujets suivants : « De la Religion » (onze articles) ; « De la nourriture, vestement, et conservation des Esclaves » (six articles) ; « De la Police » (six articles) ; « Des crimes, peines et chastiments » (seize articles) ; « Des témoignages, des donnations, successions et actions des Esclaves » (trois articles) ; « Des saisies des Esclaves et de leur qualité mobiliaire » (six articles) ; « De la liberté accordée aux Esclaves » (quatre articles). ».

## Bilan

### Selon Amans-Alexis Monteil
Amans-Alexis Monteil fait, en 1843, un bilan du siècle de Colbert :
- à son désavantage : pas de chambre de marchands créée, de conseil de commerce ou de banque comme à Amsterdam ou comme à Venise ;
- à son avantage : peines sévères contre les banqueroutiers, établissement des chambres des assurances, amélioration du courtage, règlement sur le taux de l'intérêt, ordonnance du commerce (c'est-à-dire unité de législation pour la réception des marchands pour la tenue des livres pour les sociétés), efforts pour parvenir à l'unité des poids et mesures, refonte des mille et un tarifs particuliers en un seul, intérêts des marchands français soutenus par les armes ou stipulés dans les traités, franchises des ports de Dunkerque et de Marseille, manufactures établies, accroissement de la production des marchandises et des richesses, facilité de leur transport, canaux et voies ouvertes par terre et par eau, droit pour les gentilshommes de commercer, etc.[39].

### Postérité

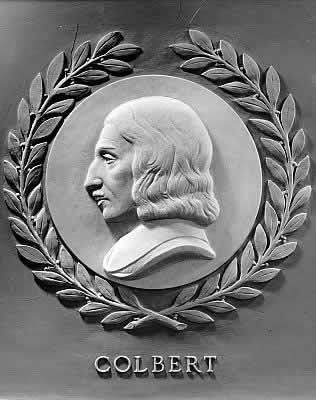
Laura Gardin Fraser, Colbert (1950), bas-relief ornant l'intérieur de la Chambre des représentants des États-Unis. Il est l'un des 23 grands législateurs de l'histoire commémorés en ce lieu.

Premier homme d'État issu d'une lignée pragmatique de marchands , Colbert laisse l'image d'un excellent gestionnaire, qui a su faire rentrer les impôts, même si les résultats économiques du règne peuvent paraître très discutables en raison des fortes ponctions causées par les dépenses militaires, les constructions fastueuses (notamment le château de Versailles) et les largesses du roi à ses courtisans.
Toutefois, Louis XIV a encore régné 32 ans après la mort de Colbert, de 1683 à 1715, et le roi est personnellement responsable du départ des riches industriels huguenots (1685-1700), qui vont enrichir l'Europe protestante du nord, dont la Prusse et l'Angleterre. Mais, tant que Colbert est resté aux affaires, les budgets ont été à peu près maîtrisés et équilibrés ; les déficits ne cessent de s'accumuler après lui.
Le terme de « colbertisme » désigne aujourd'hui sa doctrine économique, mais aussi à tort un excès de l'intervention de l'État dans l'économie en comparaison des autres pays occidentaux ; a contrario, la Révolution française et les lois d'Allarde (mars 1791), Le Chapelier (juin 1791) puis la loi Goudard (septembre 1791) « qui supprime toute l'ancienne réglementation manufacturière ainsi que les inspecteurs de Colbert, instaurent bel et bien une totale liberté d'entreprendre ».
Les manuels d'histoire du XXe siècle (Malet et Isaac) ont forgé l'image populaire d'un homme entièrement dévoué à sa tâche et se frottant les mains de plaisir lorsqu'il était surchargé de travail.

### Statuaire

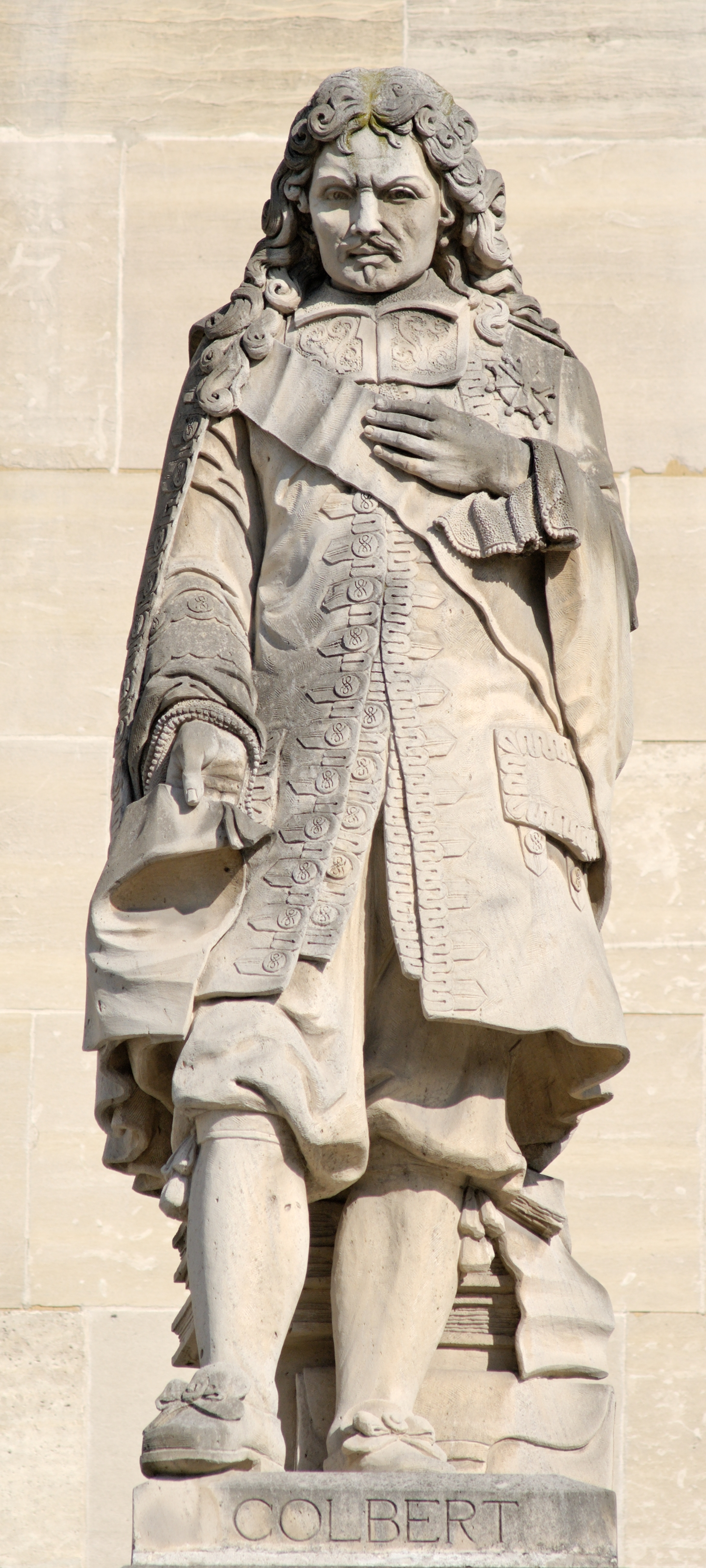
Paul Gayrard, Statue de Colbert, Paris, palais du Louvre, cour Napoléon.

Sous le Premier Empire, une statue de Colbert par Jacques-Edme Dumont est érigée en 1808 devant le palais Bourbon à Paris, aux côtés des effigies de Michel de L'Hospital par Deseine, de Sully par Beauvallet, et de Henri François d'Aguesseau par Foucou.
Sous la Restauration, une statue monumentale de Colbert est sculptée par François Milhomme dans le cadre d'un ample programme d'ornement du pont de la Concorde, finalement resté inabouti. Les statues des grands ministres, généraux et navigateurs qui devaient être érigées sur les piles du pont ne sont finalement pas mises en place. La statue de Milhomme est aujourd'hui dressée devant l'école navale de Brest.
Sous la monarchie de Juillet, Un ensemble de neuf statues des grands hommes d'État de l'histoire de France est projeté pour orner l'hémicycle du Sénat, au palais du Luxembourg. Une effigie de Colbert est réalisée De Bay père vers 1844-1846. À la même époque, le sculpteur Michel-Louis Victor Mercier réalise une statue de Colbert pour orner les façades de l'Hôtel de Ville de Paris (détruite dans l'incendie de 1871).
Une statue de Colbert debout est sculptée par Paul Gayrard au Second Empire pour orner les façades de la cour Napoléon du palais du Louvre.
Dans sa ville natale se trouve le Monument à Jean-Baptiste Colbert par Eugène Guillaume, inauguré en 1860 dans le square Colbert, devant la gare.
Sous la troisième république, une statue en pied de Colbert sculptée par Jean-Paul Aubé en 1893 et réalisée en fonte de bronze est installée en 1894 dans la cour de la manufacture des Gobelins,.

### Dénonciations de Colbert comme esclavagiste
Les hommages à Colbert sont critiqués pour son rôle dans la fondation des Compagnies de traite négrière (Compagnie des Indes orientales et occidentales), et dans la rédaction du Code noir.
En septembre 2017, une tribune du Conseil représentatif des associations noires de France (CRAN), signée par plusieurs personnalités, demande le retrait du nom de Colbert de l'espace public, et notamment que les collèges et lycées portant ce nom soient débaptisés et renommés. D'autres analyses relèvent que Colbert, dans un contexte où de nombreuses nations de l'époque, européennes, africaines et moyen-orientales, pratiquaient l'esclavage sans cadre, a posé des règles, dont certaines adoucissaient le sort des esclaves par rapport à la période précédente, bien que le Code noir assimilât les esclaves au statut indigne de biens meubles.
En octobre 2017, l'ancienne Garde des sceaux Christiane Taubira estime le débat simpliste :

« Au pays qui se prétend le cœur des Lumières, sur ces sujets-là, la raison disparaît ! Il ne reste que l’affectif ! Pourquoi ne pourrait-on réfléchir au rôle de Colbert dans la rédaction du Code noir ? Ce qui ne veut pas dire que Colbert n’était que cela. Mais débattons ! Il ne s’agit pas de faire la chasse à d’éventuels coupables survivants, il n’y en a plus. Même les personnes qui portent le nom de grandes familles d’armateurs négriers ou esclavagistes ne sont pas concernées — mais si elles veulent nous ouvrir leurs archives, elles sont les bienvenues. Sans doute aurions-nous dû être capables de faire retomber la pression, de débattre, peut-être avec passion, mais de débattre. »

En juin 2020, dans une tribune du journal Le Monde, Jean-Marc Ayrault, président de la Fondation pour la mémoire de l'esclavage, appelle à ce que les lieux à l’Assemblée nationale ou au ministère de l’Économie portant le nom de Colbert soient rebaptisés :

« Comment comprendre […] que dans les locaux de l’Assemblée nationale, le cœur battant de notre démocratie, une salle porte encore le nom de Colbert, qu’on ne savait pas être une figure de notre vie parlementaire ni de la République ? »

Le 23 juin 2020, la statue monumentale de Jean-Baptiste Colbert, située devant l'Assemblée nationale à Paris, est aspergée de peinture rouge et recouverte de l'inscription « négrophobie d'État ». L'auteur de la dégradation est le militant guadeloupéen Franco Lollia, porte parole de la Brigade anti-négrophobie, collectif qui dénonce le monument depuis 2015. Celui-ci a été érigé en 1808 sous le Premier Empire, six ans après le rétablissement de l'esclavage par Napoléon. Le procès s’est tenu le 10 mai 2021, vingt ans jour pour jour après le vote de la loi Taubira reconnaissant l’esclavage comme un crime contre l’humanité. L'activiste est alors condamné à 500 € d’amende, plus 1040 € de dommages et intérêts à verser à l’Assemblée nationale pour le préjudice matériel. Franco Lollia et ses avocats ont fait appel, et s’apprêtent également à « demander officiellement le retrait de la statue de Colbert devant l’Assemblée nationale aux autorités de l’Etat » et à « poursuivre les autorités pour apologie de crime contre l’humanité ».
Dans une tribune au Figaro, le banquier et historien Jean-Christian Petitfils estime que la volonté d’effacer la figure de Colbert signifie juger le passé à l’aune de la morale d’aujourd’hui, et donc s’interdire de le comprendre et se donner bonne conscience à peu de frais.
Le président de l'Assemblée nationale, Richard Ferrand (LREM), affirme quant à lui : « Revisiter l’histoire ou vouloir la censurer dans ce qu’elle a de paradoxal parfois est absurde ».